# شوقی بن سعاده
چیااوکی بن سادا (عربی: شوقي ابن سعادة؛ زادهٔ ۱ ژوئیهٔ ۱۹۸۴) یک بازیکن فوتبال اهل فرانسه است.
وی همچنین در تیم ملی فوتبال تونس بازی کرده‌است.